# Пюзьё (Вогезы)
Пюзьё (фр. Puzieux) — коммуна на северо-востоке Франции, в регионе Эльзас — Шампань — Арденны — Лотарингия, департамент Вогезы, округ Нёшато, кантон Мирекур.

## Географическое положение
Город расположен в 290 км восточнее Парижа, 90 км к югу от Меца, 32 км северо-западнее Эпиналя.
Численность населения — 160 человек (2008).

## Экономика
В 2007 году среди 101 человек в трудоспособном возрасте (15-64 лет) 73 были активны, 28 — неактивные (показатель активности 72,3 %, в 1999 году было 76,7 %). Из 73 активных работало 70 человек (41 мужчина и 29 женщин), безработных было 3 (0 мужчин и 3 женщины). Среди 28 неактивных 7 человек было учениками или студентами, 14 — пенсионерами, 7 были неактивными по другим причинам.
В 2008 году в муниципалитете числилось 58 обложенных домохозяйств в которых проживали 161,5 лица, медиана доходов выносила 19 561 евро на одного человека.